# Copșa Mică
Copșa Mică (en alemany: Kleinkopisch; hongarès: Kiskapus) és una ciutat del comtat de Sibiu, Transsilvània, Romania, situada al nord de Sibiu, 33 km a l'est de Blaj i 12 km al sud-oest de Mediaș. La població de 5201 habitants de la ciutat (a partir del 2011) disminueix significativament respecte al seu nivell el 1989, any en què el comunisme es va esfondrar a Romania. Segons el cens del 2011, el 78,8% dels habitants eren romanesos, l'11,9% gitanos i el 8,7% hongaresos.
La ciutat és més coneguda per la seva condició (als anys noranta) com una de les més contaminades d'Europa. Això es va deure a les emissions de dues fàbriques de la zona:
- Una, oberta del 1935 al 1993, produïa negre de carbó per a colorants; les seves emissions van impregnar la zona durant prop de seixanta anys, deixant sutge a les cases, arbres, animals i tota la resta de la zona. Les taques d'aquestes dècades de dipòsits encara són visibles.
- L'altra font de la contaminació, menys visible, però amb efectes encara més greus per a la salut dels veïns de la ciutat, va ser Sometra, una fosa les emissions de les quals han contribuït a una incidència significativament superior de malalties pulmonars i impotència, juntament amb una esperança de vida nou anys inferior a la mitjana de Romania.[1]

## Política
L'Ajuntament de Copșa Mică (Consiliul Local Copșa Mică), elegit a les eleccions del govern local de 2008, està format per 15 regidors.

## Enllaços externs

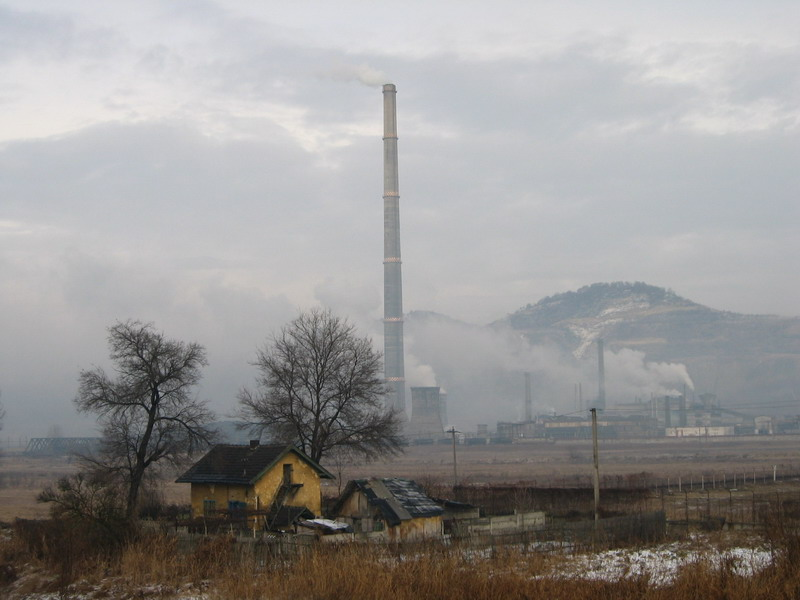
Planta Sometra, 2005